# Cabo Machichaco

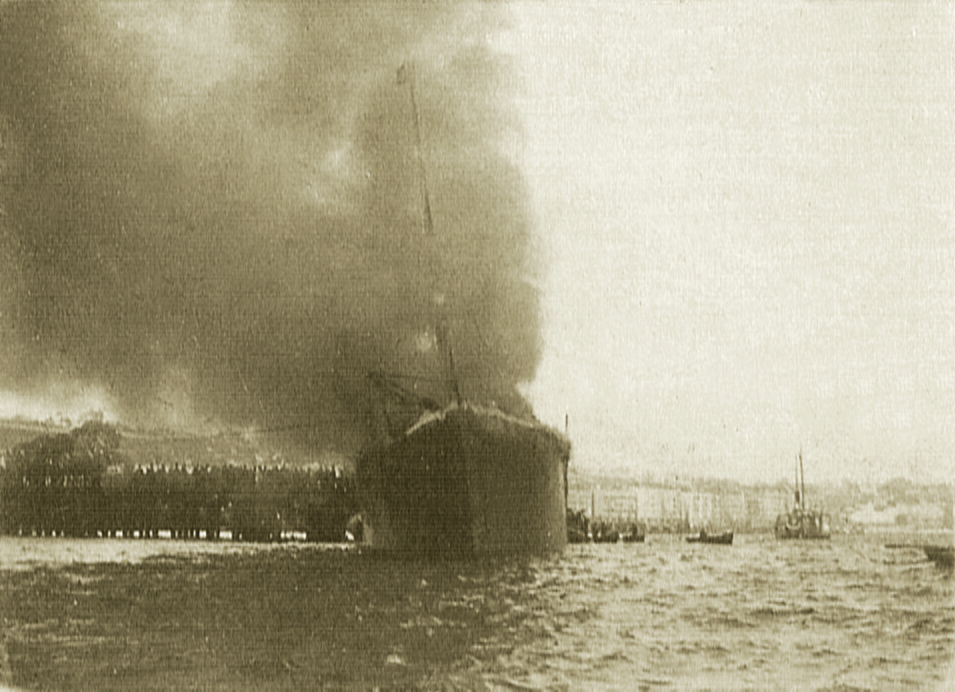
El vapor Cabo Machichaco, atracat al moll, durant l'incendi, a la ciutat de Santander (Cantàbria) (Cantàbria).

El Cabo Machichaco va ser un vaixell de vapor construït el 1882 a Newcastle.
El 1885 va ser adquirit per la Compañía Ybarra, amb l'objectiu d'utilitzar-lo en el servei de cabotatge entre Bilbao i Sevilla, la primera escala del qual era el port de Santander. El vaixell va passar a formar part de la història de Santander i d'Espanya el 3 de novembre de 1893, com a la tragèdia més greu de caràcter cívic ocorreguda a Espanya al segle xix.

## El desastre

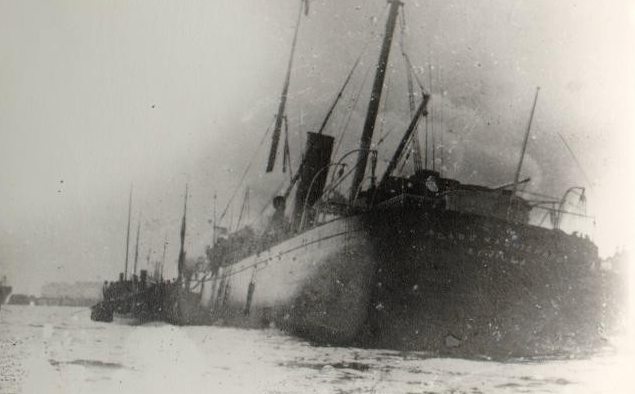
El vapor Cabo Machichaco cremant a la badia de Santander, el 3 de novembre de l'any 1893.

El 3 de novembre de 1893, el Cabo Machichaco, després d'haver passat la quarantena al llatzeret de Pedrosa, ja que s'havien produït diversos casos de còlera a Bilbao, estava atracat al moll número 2 de Maliaño, situat just davant de l'actual carrer de Calderón de la Barca. Entre altres mercaderies, com ara farina i material siderúrgic, el vaixell també transportava diversos garrafons d'àcid sulfúric a la coberta i una mica més de 51 tones de dinamita, de la qual no s'havia informat, o bé les autoritats portuàries havien omès.
La dinamita procedia de Galdakao, i tenia per destinació els ports del Sud, excepte 20 caixes que eren per a la ciutat de Santander. D'acord amb el reglament del port de Santander, qualsevol buc que transportés dinamita havia d'efectuar les operacions de càrrega o descàrrega a l'ancoratge de la Magdalena o al final dels molls de Maliaño, localitat de l'actual municipi de Camargo.
Cap a dos quarts de dues de la tarda, les autoritats locals van rebre la informació que s'havia declarat un incendi a bord, que es va intentar apagar amb els pocs mitjans disponibles del vaixell, els dels bombers, que pel que sembla també eren força escassos, i els del gànguil de la Junta del Port. Davant la situació, la majoria de les autoritats locals i tècnics es van involucrar en l'incendi per mirar de sufocar-lo. L'incendi, que va començar a la coberta i després es va propagar per les bodegues de proa, va sorgir a conseqüència de l'explosió d'una bombona de vidre amb àcid sulfúric.
Cal destacar que també van acudir a prestar ajuda les tripulacions dels vaixells que es trobaven fondejats o atracats, com el vapor correu Alfonso XIII, que havia arribat el dia anterior a Santander després del seu primer viatge a Cuba. Tant el capità, Francisco Jaureguizar i Cagigal, com el capità sotsinspector, Francisco Cimiano, van disposar que el vapor auxiliar núm. 5, propietat de la Compañía Transatlántica Española, col·laborés en l'extinció de l'incendi. Així, hi van embarcar, juntament amb nombrosos tripulants del vapor Alfonso XIII. També van col·laborar en l'extinció de l'incendi les tripulacions dels altres bucs que eren a Santander, entre aquests el mercant anglès Eden, el francès Galindo i el transatlàntic espanyol Catalina, de la naviliera Pinillos. Un tripulant d'aquest buc, Pachín González, seria el protagonista de la novel·la del mateix nom de l'escriptor José María de Pereda.

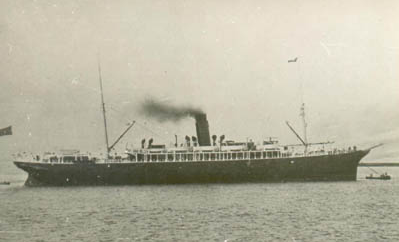
El vapor Alfonso XIII, construït el 1889. Part de la seva tripulació va participar en l'extinció de l'incendi en el Machichaco aquell 3 de novembre. A causa de l'explosió van morir 32 tripulants d'aquell vaixell, inclòs el capità, Francisco Jaureguizar i Cagigal.

El foc va atreure multitud de curiosos que, aliens al que hi havia a la bodega, contemplaven el foc. A les quatre de la tarda, amb l'incendi encara present, es va saber el contingut de l'embarcació. Malgrat això, les autoritats no van retirar el públic de la zona.
Una hora després, van esclatar les dues bodegues. Alguns edificis propers es van esfondrar. L'ona expansiva es va propagar per tota la badia. Centenars de fragments de ferro van sortir disparats a diversos quilòmetres de distància. L'explosió va produir, a més, una tromba d'aigua de milers de tones, que va arrossegar moltes persones al mar. Tots els que van pujar al vaixell, inclosos 32 tripulants de l'Alfonso XIII i el capità d'aquest, Francisco Jaureguizar, van perdre la vida en l'explosió.
El resultat de l'explosió va ser de 590 morts i 525 ferits, encara que d'altres n'esmenten uns 2.000 ferits. Cal destacar que en aquell moment hi havia 50.000 censats a la ciutat de Santander. S'hi van morir la major part de les autoritats civils i militars de Santander, inclòs el governador civil, a més de bombers, treballadors i curiosos que s'havien apropat a observar com cremava el vaixell.

## Curiositats
- La magnitud de l'explosió va ser tal, que un calabrot[4] va arribar fins a la localitat de Peñacastillo, a 8 quilòmetres de distància, i va matar una persona.[5]
- Un guàrdia va trobar dues cames sobre la teulada d'un magatzem de fustes a una distància d'uns 2 quilòmetres.
- A la platja de Sant Martí, a milers de metres de distància, va aparèixer el bastó del governador civil, un tal Somoza, que es va morir en l'explosió juntament amb les altres autoritats de la ciutat que es trobaven a bord del vaixell.
- Una ermita medieval situada a l'aldea de San Juan de Maliaño, a diversos quilòmetres de distància, no va poder resistir l'ona expansiva de l'explosió i es va esfondrar.

## Opinions
L'historiador santanderí Rafael González Echegaray (1923-1985) va defensar obertament en les seves obres l'actuació del capità del Cabo Machichaco, Facundo Léniz Maza. D'altra banda, va criticar l'actuació de les autoritats portuàries, que permetien el continu incompliment d'allò que establia el reglament. Així, Echegaray va afirmar: 
| « | El que passava senzillament és que des d'aquell mateix instant havia quedat palesa la infracció dels reglaments portuaris comesa per part del buc, del seu consignatari, de la duana i de les autoritats en general. Tots, absolutament tots, n'eren culpables per imprudència o negligència (en més o menys grau) i a més no tenien noció exacta del que arriscaven en aquells moments. | » |

## Seqüeles i conseqüències
A més de l'evident desastre, que van ser les víctimes mortals i els ferits, les infraestructures properes al lloc de l'explosió es van veure danyades i alguns edificis no van resistir l'ona expansiva, la qual va destruir gairebé totes les cases del carrer Méndez Núñez. El foc es va encebar en nombrosos habitatges, i va il·luminar durant tota la nit la recerca de restes humanes.
Durant els mesos següents al desastre, es va intentar rescatar les restes del vaixell enfonsat a la badia, però de nou el vaixell tornà a ser protagonista d'una altra tragèdia, ja que el 21 de març de 1894 s'hi va produir una explosió com a conseqüència d'aquestes labors i hi van morir 15 operaris.
En definitiva, Santander va haver de recuperar-se d'un desastre sense precedents, ja que moltes de les autoritats civils, militars i bombers, es van morir en l'explosió. Cal destacar que Santander patia una crisi des de 1875, amb la prohibició de les exportacions de blat i farina a l'estranger, aguditzada per la fallida del comerç amb les colònies americanes. Sumat a això, el desastre del Machichaco va tenir lloc en un moment delicat per a la ciutat.
Malgrat això, la recuperació econòmica i social de Santander va ser progressiva, ja que el 1898 sorgeix el Monte de Piedad, que actualment és l'entitat financera Caja Cantabria, i el Banco Mercantil (1907), a més de companyies navilieres, com és el cas de Navegación Montañesa.

## Monuments i homenatges
Destaca l'obra de José María de Pereda, titulada Pachín González (1896), i la litografia amb un panteó commemoratiu editada pel poeta Marcos Linazasoro, a més dels monuments i homenatges següents:
El primer monument va ser projectat l'any 1896 per Valentín R. Lavín Casalís (1863-1939), arquitecte municipal de Santander que va tenir un paper important en el curs de la tragèdia, ja que va aconseguint evitar la propagació del foc provocat per l'explosió gràcies a diverses intervencions d'urgència. El disseny va consistir en una creu gruixuda de pedra de perfil esglaonat, subjecta a un pedestal piramidal (amb les dates de les dues explosions gravades). Completa la creu la figura d'una dona dolençosa de bronze feta per l'escultor asturià Cipriano Folgueras Doiztúa (1863-1911).
El monument de Ciriego va ser realitzat per A. García Cabezas. Es compon d'un pilar plurilobulat truncat i un fèretre cobert per un mantell petri.
L'Ajuntament de Santander ret homenatge cada 3 de novembre a les víctimes de la catàstrofe just davant del monument que està situat entre l'estació marítima i l'Hotel Bahía, al carrer Calderón de la Barca de Santander.